# I tabù 2 - I miti del mondo
I tabù 2 - I miti del mondo è un film del 1965 diretto da Romolo Marcellini.
È il seguito de I tabù del 1963.